# چم‌زرشک علیا
چم‌زرشک علیا، روستایی از توابع بخش مرکزی شهرستان ثلاث باباجانی در استان کرمانشاه ایران است.

## جمعیت
این روستا در دهستان دشت حر قرار دارد و براساس سرشماری مرکز آمار ایران در سال ۱۳۹۵، جمعیت آن ۹۸۸ نفر (۲۵۱خانوار) بوده‌است.